# Mahalle (Film)
Mahalle (Türkisch für „Nachbarschaft“ oder „Stadtviertel“, im Französischen auch Le Quartier für „Das Viertel“) ist ein teilweise animiertes Filmdrama von İnan Altın, das im Mai 2022 in die französischen, deutschen und österreichischen Kinos kam.

## Handlung
Ein gut gelegenes und von Gärten, Blumen und Bäumen umgebenes, jedoch armes Viertel in Istanbul soll von einer Baufirma dem Erdboden gleichgemacht werden, um dort höherwertige Immobilien errichten zu können. Besonders bei den jungen Menschen in der Nachbarschaft regt sich Widerstand gegen diese Pläne.

## Produktion

### Regie und Drehbuch

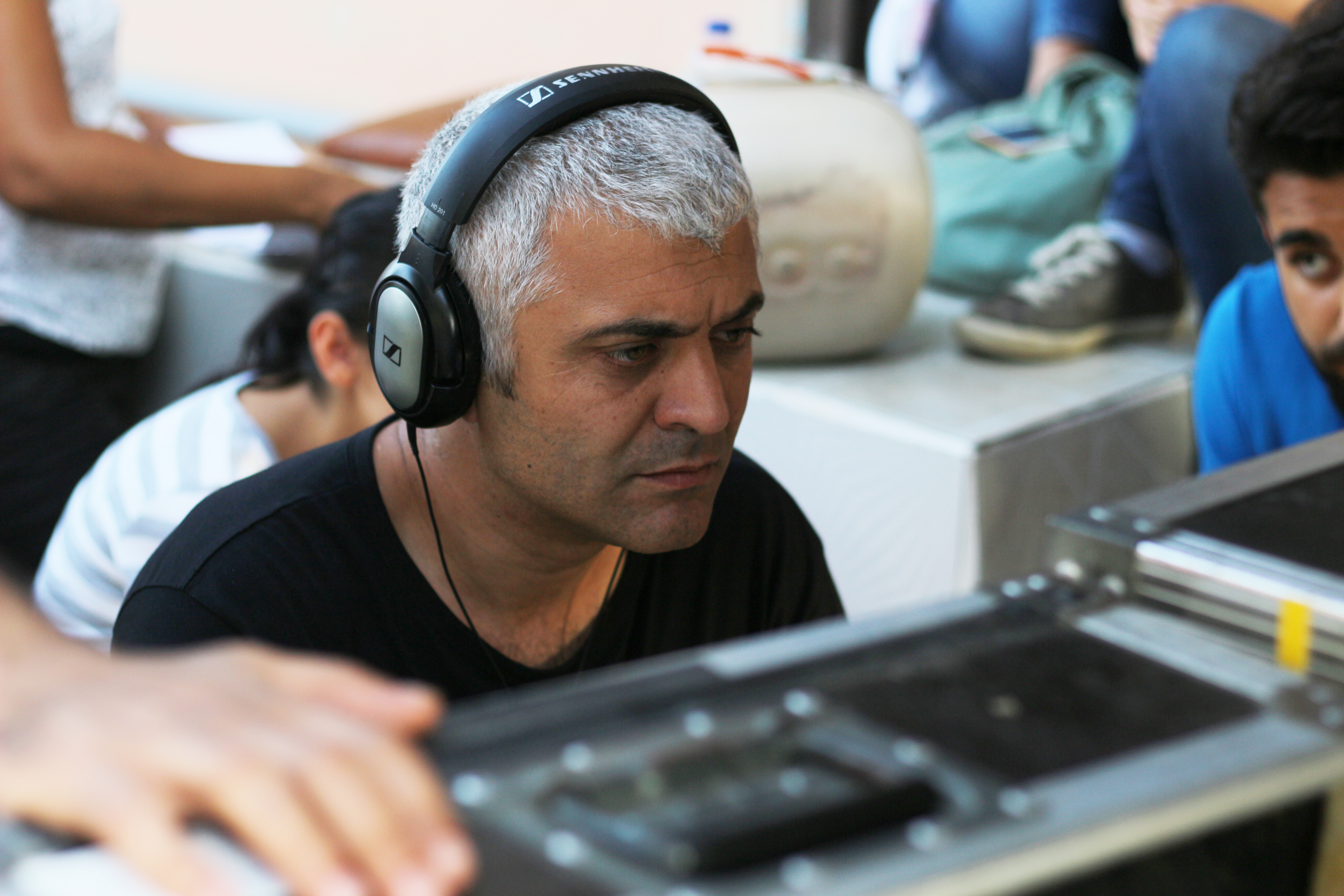
Der türkische Produzent und Musiker İnan Altın gibt mit Mahalle sein Regiedebüt

Regie führte İnan Altın, der gemeinsam mit Selçuk Kozağaçlı und Veysel Şahin Yenel auch das Drehbuch schrieb. Der 1976 in Istanbul geborene Altın ist Produzent und Musiker und seit 1996 Mitglied der Gruppe Özgürlük Türküsü 2 und der Band Grup Yorum, die vor allem für ihre politischen Songtexte bekannt ist. Letztere gibt es seit 1985. Mit ihren politischen Songs und ihrer Protestmusik erreichten sie in der Türkei Millionen von Zuhörern. Der von Altın produzierte Film F Type von 2012 hatte die Isolation in türkischen Gefängnissen zu Thema. Mit Mahalle gibt Altın sein Regiedebüt.

### Dreharbeiten und Animation
Insgesamt steckten in dem Film sieben Jahre Arbeit. Da die Dreharbeiten aufgrund einer Durchsuchung und der Verhaftung mehrerer Mitglieder von Grup Yorum eingestellt werden mussten, deren Namen sich in der Türkei auf der „Terrorist Wanted List“ der Generaldirektion für Sicherheit befanden, und Selma und İnan Altın Sommeranfang 2018 nach Frankreich ins Exil flüchteten, vervollständigten sie die nicht fertiggestellten Teile des Films mithilfe von Animationen. Anfang Oktober 2021 gaben Semra Altın und İnan Altın mit einem kurzen Video bekannt, dass Mahalle fertiggestellt wurde.

### Musik und Veröffentlichung
Die Filmmusik stammt von Batuhan Odabaşı und dem wie der Regisseur aus Istanbul stammenden Künstler Uğur Engin Deniz. Der Soundtrack verwendet auch Musik von Grup Yorum.
Eine erste Vorstellung des Films erfolgte am 16. Mai 2022 im Rahmen einer Gala im Kino Grand Rex in Paris. Ab dem 20. Mai 2022 wird er unter dem Titel Le Quartier in verschiedenen Städten in Frankreich gezeigt. Am gleichen Tag erfolgte ein Start in Deutschland und Österreich.